# Liberdade
Liberdade is een gemeente in de Braziliaanse deelstaat Minas Gerais. De gemeente telt 5.397 inwoners (schatting 2009).

## Aangrenzende gemeenten
De gemeente grenst aan Andrelândia, Arantina, Bocaina de Minas, Bom Jardim de Minas, Carvalhos, Passa-Vinte en Seritinga.